# Авл Ліциній Нерва (претор)
Авл Ліциній Нерва (*Aulus Licinius Nerva, бл. 183 до н. е. — після 142 до н. е.) — політичний та військовий діяч часів Римської республіки.

## Життєпис
Походив з заможного плебейського роду Ліциніїв Нерв. Син Авла Ліцинія Нерви, народного трибуна 177 року до н. е. Ймовірно, в 143 році до н. е. обіймав посаду претора. Як пропретор отримав провінцію Македонію, можливо, з продовженням повноважень на 142 рік до н. е. В його відсутність квестор Луцій Тремеллій Скрофа здобув перемогу над Псевдо-Філіпом, який підняв повстання. За цю перемогу Нерва отримав імператорську акламацію. Подальша доля невідома.

## Родина
- Гай Ліциній Нерва, претор 120 року до н. е.